# Nicolas Breer
Nicolas Breer (* 19. April 1992 in Haselünne) ist ein deutscher Politiker (Bündnis 90/Die Grünen). Seit 2023 ist er Abgeordneter des Niedersächsischen Landtags.

## Leben
Breer wuchs in seiner Geburtsstadt Haselünne auf. 2010 legte er das Fachabitur ab. Anschließend studierte er Soziale Arbeit an der Hochschule Emden/Leer. Er schloss das Studium 2013 mit dem Bachelor ab. Anschließend studierte er Sozialwissenschaft an der Ruhr-Universität Bochum und der Universität Oviedo. Er schloss das Studium 2016 mit dem Master ab. Ebenfalls 2016 erhielt er die staatliche Anerkennung. Ab 2016 studierte er Erziehungswissenschaft an der Technischen Universität Dortmund; er schloss das Studium 2019 mit dem Master ab. Von 2019 bis 2023 absolvierte er den Weiterbildungsstudiengang Kinder- und Jugendlichenpsychotherapie an der Universität Osnabrück. Bis zum Einzug in den Landtag im Dezember 2023 war er als Dozent an der Universität Osnabrück im Weiterbildungsstudiengang Kinder- und Jugendlichenpsychotherapie tätig.
Breer ist römisch-katholisch.

## Politik
Breer ist seit 2019 Mitglied von Bündnis 90/Die Grünen. Seit den Kommunalwahlen 2021 ist er Mitglied des Stadtrats von Haselünne und des Kreistags des Landkreises Emsland.
Bei der Landtagswahl in Niedersachsen 2022 kandidierte Breer im Landtagswahlkreis Meppen, verfehlte jedoch zunächst den Einzug in den Landtag. Am 11. Dezember 2023 rückte er über Platz 28 der Landesliste der Grünen für Rashmi Grashorn in den Landtag nach.